# Mike Massy
Michael El Massih, dit Mike Massy (né le 31 mars 1982 à Anfeh au Liban), est un chanteur et acteur libanais.
Il interprète Jésus de Nazareth dans la comédie musicale Jésus, de Nazareth à Jérusalem de Pascal Obispo.